# ادرشپاخ
ادرشپاخ (به چکی: Adršpach) یک منطقهٔ مسکونی در جمهوری چک است که در ناحیه ناخود واقع شده‌است. ادرشپاخ ۵۲۶ نفر جمعیت دارد.